# Park Narodowy Namdapha
Park Narodowy Namdapha – położony najbardziej na wschód park narodowy Indii, w stanie Arunachal Pradesh, obejmujący tereny górzyste od 200 do 4 500 m n.p.m. 

## Fauna
Teren parku zamieszkują wszystkie gatunki kotów górskich występujących w Indiach, czyli pantery śnieżne, lamparty, tygrysy i pantery mgliste.